# 別府恵子
別府 恵子（べっぷ けいこ、1936年6月3日 - ）は、日本のアメリカ文学者、神戸女学院大学・松山東雲女子大学名誉教授。
大阪府豊中市生まれ。神戸女学院高等部卒、神戸女学院大学文学部英文学科卒業、ミシガン大学大学院で文学修士、教育学博士号取得。1970年神戸女学院大学英文学科専任講師。留学のため3年ほど休職。1974年助教授、1982年教授、1999年定年退任、名誉教授、松山東雲女子大学学長。2007年退任、名誉教授。2015年春、瑞宝中綬章受勲。

## 著書
- The Educated Sensibility in Henry James and Walter Pater 松柏社、1979
- 『回想録 生かされ、生きて七十年』キリスト新聞社　2013

### 共編著
- 『アメリカ文学における女性像 作られた顔と作った顔』編 弓書房 1985
- 『アメリカ文学史 植民地文学からポストモダンまで』渡辺和子共編著 ミネルヴァ書房 1989
  - 『アメリカ文学史 コロニアルからポストコロニアルまで』新版 渡辺和子共編著 ミネルヴァ書房 2000
- 『川のアメリカ文学』岩山太次郎共編 南雲堂 1992
- 『イーディス・ウォートンの世界』編著 鷹書房弓プレス 1997
- 『探偵小説と多元文化社会』編 英宝社 1999
- 『ヘンリー・ジェイムズと華麗な仲間たち ジェイムズの創作世界』里見繁美共編著 英宝社 2004

### 翻訳
- C.B.デフォレスト『パン種としての日本女性 日本の近代化に活躍した女性たち』頼広節子共訳 春秋社 1984
- サリー・マッコーネル=ギネット、ネリー・ファーマン,ルース・ボーカー編著『文学と社会における女性と言語 言語表現と性差別』編訳 弓書房 1989
- ロバート・L.ゲイル『ヘンリー・ジェイムズ事典』里見繁美共訳　雄松堂出版　アメリカ文学ライブラリー 2007
- 『心ひろき友人たちへ 四人の女性に宛てたヘンリー・ジェイムズの手紙』スーザン・E・ガンター編 難波江仁美共訳 大阪教育図書 2014

## 論文
- Cinii